# Roc Books
Roc Books este o editură de literatură fantastică a Penguin Group, ca parte a New American Library. A fost lansat în aprilie 1990, după ce președintele Penguin, Peter Mayer, i-a cerut lui John Silbersack, redactorul șef al programului de science fiction (SF) al New American Library, să lanseze o nouă editură care să atragă mai multă atenție asupra prezenței SF de la Penguin. Numele Roc Books a fost ales ca un omagiu adus numeroaselor edituri celebre ale grupului Penguin, cu nume de păsări. Roc a fost numit după enorma pasăre prădătoare din O mie și una de nopți. După fuziunea lui Penguin cu G.P. Putnam's Sons, editura a fost aliniată cu Ace, iar actuala echipă editorială de la Roc este aceeași echipă de la Ace, deși cele două edituri mențin o identitate separată. 

## Lista inaugurală
Prima listă lunară la Roc Books a fost:
- Robot Visions de Isaac Asimov
- The Warrior Lives de Joel Rosenberg
- Project Solar Sail de Arthur C. Clarke
- Among Madmen de Jim Starlin & Daina Grazuinas
- Barrow de John Deakins

## Listă de scriitori publicați
- Taylor Anderson
- Isaac Asimov
- John Steakley
- Stephen Baxter
- Peter S. Beagle
- Jim Murdoch
- Steve Bein
- Carol Berg
- Anne Bishop
- M. L. Brennan
- Jim Butcher
- Rachel Caine
- Jacqueline Carey
- J. Kathleen Cheney
- Karen Chance
- Nancy A. Collins
- Arthur C. Clarke
- Glen Cook
- James K. Decker
- Bill Fawcett
- Mary Gentle
- Charles L. Grant
- Simon R. Green
- Chris Marie Green
- Laurell K. Hamilton
- Barb Hendee
- J. C. Hendee
- Douglas Hulick
- Faith Hunter
- Guy Gavriel Kay
- Caitlin R. Kiernan
- Patricia Kennealy-Morrison
- E. E. Knight
- Ursula K. Le Guin
- Dan McGirt
- Dennis L. McKiernan
- Devon Monk
- Grant Naylor
- Chloe Neill
- Andre Norton
- Terry Pratchett
- Judith and Garfield Reeves-Stevens
- Kat Richardson
- Joel Rosenberg
- Jamie Schultz
- M. J. Scott
- Luke Scull
- Thomas E. Sniegoski
- Jim Starlin
- S. M. Stirling
- Harry Turtledove
- Anne Bishop
- Kathleen Tierney
- Rob Thurman
- Boris Vallejo
- Django Wexler

Roc a publicat romanele FASA legate de jocurile Battletech și Shadowrun, începând cu Shadowrun: The Secrets of Power #2: Choose Your Enemies Carefully de Robert N. Charette în februarie 1991.